# Talamona
Talamona (Talamona in dialetto talamonese, AFI: [talaˈmuːna]) è un comune italiano di 4 579 abitanti della provincia di Sondrio in Lombardia.

## Geografia fisica
Situata sul versante sud della Valtellina confina a nord con il fiume Adda. A sud il comune si estende sulle Alpi Orobie fino allo spartiacque che separa le due vallate della Roncaiola e della Malasca dalla Val Tartano e dalla Valle di Albaredo. Le cime principali sul confine sud del paese sono l'alpe Pisello e l'alpe Pedroria.
L'abitato è situato su un conoide di deiezione attraversato dai torrenti Roncaiola, Malasca e Ransciga. Si tratta dell'unico paese della Valtellina a essersi sviluppato sull'apice e non sull'unghia di un conoide di deiezione dei torrenti Roncaiola e Tartano.

## Storia
Le fonti storiche relative alla fondazione del comune di Talamona sono limitate. Secondo gli antichi statuti risalenti al XVI secolo, l'area risulterebbe abitata già diversi secoli prima dell’era cristiana, un'ipotesi supportata dal ritrovamento di reperti archeologici, tra cui un’ascia di tipo Nanno scoperta nella località La Foppa alla fine del XIX secolo. Le informazioni sulle popolazioni antiche che abitarono il territorio rimangono scarse. La somiglianza toponomastica con il comune toscano di Talamone ha condotto, in passato, all’ipotesi di una fondazione etrusca, oggi considerata errata e non suffragata da fonti moderne, che suggeriscono piuttosto un possibile scambio culturale con le popolazioni italiche. Un’altra teoria etimologica collega il toponimo "Talamona" alla radice proto-celtica talamū, termine che trova un parallelo nel moderno irlandese talamh, con il significato di “terra”, e ón, che può derivare dal dativo singolare, con il significato di "da" o "di". 

La sua conformazione caratteristica si basa sulle contrade, una decina da fine Ottocento, tutte facenti riferimento a una chiesa o a una cappella votiva. Il sentimento religioso era fortemente radicato tra i talamonesi, i quali vantavano il primato di non aver mai annoverato tra di loro un solo protestante; addirittura, gli antichi statuti vietavano il commercio di grano con gli abitanti della fascia retica della valle perché questi erano stati gli ultimi a convertirsi al cristianesimo. 

Sul finire del XIX secolo, il Comune comprendeva anche la Val Tartano e contava circa 2 000 abitanti le cui abitazioni erano disperse tra i prati, dal fondovalle ai maggenghi, ma collegate tra loro da una fitta rete di strade sterrate, mulattiere spesso delimitate da muracche — i caratteristici e spessi muri a secco ricavati dalla roncatura delle pietre trasportate dai torrenti che tagliano il territorio del paese — che avevano il compito di dividere ogni appezzamento, rimarcando l'importanza della proprietà privata e, conseguentemente, il carattere chiuso e indipendente della popolazione della zona.

Come quella degli abitanti degli altri centri valtellinesi della fascia orobica, anche l'esistenza dei talamonesi era segnata dal susseguirsi delle stagioni, tanto che, dall'avvento dei Grigioni nel XVI secolo sino all'Unità d'Italia, la loro vita non aveva subito rilevanti variazioni: gli stessi ritmi e i medesimi schemi si perpetravano ben poco dissimili di secolo in secolo, così da denotare nella popolazione segregata tra le montagne un certo immobilismo economico e culturale dovuto alla particolare gestione del patrimonio fondiario. 

Infatti, la suddivisione della scarsa terra e la sua conduzione erano intimamente connesse alla struttura della società e ai caratteri della sua tradizione.

Dell'intero territorio, come accadeva nel resto d'Italia, gli appezzamenti migliori e le porzioni più vaste facevano capo alle poche famiglie agiate e di antica origine nobiliare come i Valenti, gli Spini e i Mazzoni.

Diffidenti e chiuse nei confronti di altre attività economiche, al pari delle classi inferiori, tali famiglie legavano i loro interessi esclusivamente alle rendite fondiarie, senza per altro interessarsi direttamente alla gestione delle terre. Secondo la mentalità del valligiano, volta alla difesa della propria indipendenza, era di basilare importanza poter contare sulla proprietà diretta di uno o più fondi. La maggior parte dei contadini, però, poteva usufruire solo di miseri appezzamenti che faticavano a raggiungere l'ampiezza di una pertica; addirittura "non è infrequente il caso che nell'arare si volgano i buoi sull'altrui proprietà mancando lo spazio di farlo nella propria". 

Nella diffusione della piccola e piccolissima proprietà si collocava il carattere peculiare dei valtellinesi e dei talamonesi. La consistenza del patrimonio di ogni famiglia era minacciata dai lasciti ereditari: ogni padre divideva tra tutti i suoi figli, anche le femmine, le proprie sostanze, dai beni fondiari alle stanze delle abitazioni, dagli arredamenti agli abiti, tanto che prati, campi e boschi venivano frazionati al punto di perdere valore e in una stessa casa convivevano più famiglie alcune proprietarie anche soltanto di mezzo locale.

Molto diffusa era la locazione ereditaria, il contratto agrario conosciuto col nome di livello, particolarmente caratterizzante la provincia di Sondrio e unica forma contrattuale usata in alcune vallate. Infatti, in un contesto territoriale particolarmente complesso quale quello valtellinese, il patto livellario si rivelava il più idoneo a promuovere l'attività agricola e gli stessi nobili avevano tutti gli interessi a salvaguardarlo a causa della valenza sociale che possedeva: sui livelli si fondava, "specialmente nella Valtellina centrale, la distinzione dei ceti della società, essendo composta la rendita delle famiglie più agiate da una quantità di canoni livellarj". Il titolo di direttario valeva perciò come dimostrazione e garanzia del proprio rango attraverso il quale antichi casati riuscivano a mantenere gli agricoltori in posizione subalterna. Nel caso specifico di Talamona, i livellari che potevano contare su appezzamenti migliori erano i Valenti e i Mazzoni.

A livello venivano gestiti anche i beni di proprietà della parrocchia e delle chiese sparse sul territorio comunale, in particolare, quelle facenti capo alle confraternite di S. Giorgio, S. Girolamo e S. Maria Nascente; queste ultime, grazie ai lasciti dei fedeli, avevano potuto acquistare un intero alpeggio, il monte Pedena.

I fondi ricavati dalla diffusa usanza di devolvere i propri beni in suffragio alle anime dei defunti e le donazioni delle famiglie abbienti permisero, inoltre, l'istituzione di una casa di ricovero, di un Asilo Infantile, della scuola elementare e di una biblioteca ambulante. 

Oltre che dalla lavorazione dei piccoli appezzamenti privati nel fondovalle e da quelli gestiti dalla parrocchia, la sussistenza dei talamonesi era garantita dallo sfruttamento dei beni demaniali.

Per consentire a ogni paesano di far uso di boschi, pascoli e castagneti, il Comune si faceva garante della salvaguardia del territorio: gli statuti comunali dedicavano ampio spazio alla regolamentazione del taglio della legna. I boschi, infatti, costituivano una preziosa fonte di introiti, preservavano il territorio talamonese dalle frane e consentivano l'arginatura dei numerosi corsi d'acqua le cui esondazioni spesso minacciavano l'abitato. Il fiume Tartano, ad esempio, recava "frequenti rovine", tanto che, sul finire dell'Ottocento, l'arciprete Ciaponi lasciava scritto: "Nella notte del 27 settembre 1885, dopo tre giorni di insistenti piogge, nella val lunga del Tartano essendo cadute varie frane arrestarono per parecchie ore il corso delle acque; indi irruppero con violenza traendo seco piante e macigni […], la fiumana si divise in più rami nelle sottostanti praterie che rimasero distrutte per circa la metà del territorio. 

La strada provinciale e conseguentemente la ferrovia […] rimasero distrutte per oltre 300 metri. Varie famiglie soffersero gravissimi danni e perdite di bestiame". 

Secondo quanto conservato presso l'archivio comunale, "i danni nelle praterie furono calcolati in lire 120.000". In un suo studio sulla provincia di Sondrio, Francesco Visconti Venosta aveva tracciato il profilo del lavoratore valtellinese ricordando come "egli è troppo esclusivamente agricolo, e forma in questo una specialità fra gli abitatori delle montagne che tutti si ajutano o con qualche ramo di commercio, o qualche arte industriale". Al contrario, il caso del valligiano si presentava quasi paradossale: "persino le arti più comuni del ferrajolo, del legnaiuolo, del muratore vi sono esercitate da forestieri, e mentre esso esce nel verno in cerca di pane, altri entra per soddisfare ai bisogni di questi esercizi".

Anche in Talamona una buona metà della popolazione trovava occupazione nell'ambito agricolo, mentre solo una ridotta parte degli uomini lavorava come muratore, falegname e boscaiolo; le donne erano per lo più dedite alla famiglia e davano una mano nei campi. Le acque dei torrenti e delle rulge — i canaletti scavati tra i prati —, appositamente incanalate, fornivano forza motrice a mulini e segherie e favorirono l'impianto di filande; la diffusione della lavorazione della seta aveva spinto le famiglie talamonesi ad allevare in casa i bachi per poter ricavare denaro dalla vendita dei bozzoli o dalla trattura e dalla prima lavorazione del filato grezzo.

Nelle vigne, a lato delle muracche, iniziarono a essere piantati numerosi gelsi. L'estensione dei prati e degli alpeggi insieme alla qualità delle colture foraggiere, che era tra le migliori della provincia, consentì nell'ultimo ventennio del XIX secolo, di incentivare qualitativamente e quantitativamente l'allevamento di bovine da latte. Di particolare rilievo divenne la produzione di burro e formaggio presso la Latteria Valenti — avviata nel 1880 dall'ing. Clemente Valenti — che aveva raccolto in cooperativa oltre 150 proprietari di bestiame.

La durezza della vita costringeva però parte della popolazione maschile a cercare lavoro anche fuori dal paese; durante la stagione invernale si era soliti emigrare in Svizzera o in Francia, ma da fine Ottocento molti talamonesi presero la via meno usuale del Sud America o dell'Australia. In particolare, l'Argentina divenne la meta favorita dei talamonesi.

In totale, furono 2358 i valtellinesi che raggiunsero il paese sudamericano, e di questi 139 erano originari di Talamona, per il 70% uomini e per il 30% donne. Più della metà degli emigrati aveva un'età compresa tra i 18 e i 37 anni, mentre solo il 14% era costituito da minorenni tra i 5 e i 17 anni; si trattava dei figli di agricoltori e braccianti partiti per Buenos Aires i quali, una volta sistemati, ottenevano il permesso di congiungersi con i propri famigliari. In generale, l'attaccamento alla propria terra, comunque, favoriva il rientro al paese; anzi, molti paesani erano disposti a emigrare solo in vista di un rientro, per investire quanto guadagnato nell'ampliamento e nel miglioramento della conduzione degli appezzamenti appartenenti alla propria famiglia.

La società talamonese si basava sul patriarcato e si strutturava attorno alla famiglia allargata, i giovani rimanevano a stretta dipendenza degli anziani genitori e dividevano con essi l'abitazione. Ogni nucleo abitativo, inoltre, faceva capo a una stalla o a una caneva — un ampio magazzino seminterrato che fungeva pure da ricovero per il bestiame — dove il vicinato si ritrovava a passare insieme le rigide serate invernali, lavorando, chiacchierando e pregando. Tale spinta alla condivisione di stili di vita, di credenze e di lingua portava a rimarcare il forte senso d'appartenenza al gruppo e lo spirito d'identità che ancora oggi caratterizza Talamona rispetto ad altri paesi della zona.
Leggende popolari
La cultura talamonese è ricca di leggende popolari, dove la più celebre è quella del "buco dell'anima dannata" (ul böcc de l'animo danado) in cui viene narrata la storia di un uomo ricco e avido, che si rifiutava di dare l'elemosina ai poveri. Un giorno, mentre ignorava per l'ennesima volta un mendicante, viene maledetto dallo stesso. La domenica di quella settimana, mentre si stava recando alla Chiesa di San Giorgio, un buco gli si aprì sotto i piedi e dei diavoli lo trasportarono nel sottomondo. Il buco, che assomiglia più a un grande strapiombo, è visibile ancora oggi. Alcune persone affermano addirittura di sentire ancora dei lamenti provenire dal buco. Un'altra leggenda è quella degli Ursat: narra di una vedova rimasta sola con tre figli, e non avendo soldi per sfamarli si affida alla sua fede in Dio, pregando ogni giorno. Una sera, mentre pregava e stava per mandare a letto i figli senza cena per l'ennesima volta, sente bussare alla porta. Aprendo, si ritrova davanti tre cuccioli di orso, che prontamente uccide e cucina sfamando i figli. Questa leggenda è una testimonianza della grande fede cristiana dei talamonesi. Venne anche edificato un piccolo edificio per la preghiera in onore della donna e per la sua fede venne anche rinominata Madonna degli Ursat.

### Simboli
Lo stemma del Comune di Talamona è stato concesso con Decreto del presidente della Repubblica n. 2092 del 26 aprile 1983.
Il gonfalone è un drappo partito di giallo e di verde.

## Monumenti e luoghi d'interesse

### Architetture religiose

#### La chiesa parrocchiale
È la chiesa parrocchiale.

#### Chiesa di San Carlo Borromeo
Antistante al cimitero sorge la chiesa di San Carlo Borromeo, del Seicento, con facciata a capanna e interno a una sola navata con tre cappelle. Venne edificata a partire dal 1612, sotto il dominio dei Grigioni e fu dedicata a San Carlo Borromeo benefattore della Patria. All'interno vi erano molti affreschi del pittore Romegialli di Morbegno. Verso la fine del Seicento, durante l'epidemia di peste, la chiesa di San Carlo divenne un lazzaretto e le pareti furono dipinte di bianco. Sul portale esterno è possibile osservare la dedica a S. Carlo scolpita nella pietra con la data 1623.

#### Chiesa di San Girolamo
La chiesa di San Girolamo è quella più antica di Talamona sorge a Serterio superiore. La sua consacrazione risale al 1464. Si presenta con la facciata a capanna con portale in marmo in stile barocco. Vi è dipinto un grande San Cristoforo in compagnia di un più piccolo San Girolamo con due Santi. L'interno si presenta a una sola navata con tre cappelle. Tutta la cappella centrale è affrescata con una Crocifissione fra Santi, Padre Eterno tra gli angeli e gli Evangelisti episodi della vita di S. Girolamo, Madonna con il Bambino fra San Sebastiano e San Rocco e l'Annunciazione.
All'intero è presente anche un'Ultima cena che presenta molte similitudini con quella di San Giorgio in Premiana. Gli artisti Francesco Guaita di Como e Abbondio Baruta di Domaso sono gli autori degli affreschi esterni e interni.

#### Chiesa di San Giorgio
La chiesa di San Giorgio nel 1589 è ricordata tra le altre chiese filiali di Talamona, ma essa sorse assai prima, nel 1390 risulta custodita da un Pietro Massizi, detto il frate di San Giorgio.
Nei dipinti che dovevano decorare tutto l'interno ora restano solo l'effigie della Madonna su una lesena della cappella e un'ultima cena, dipinte nel 1570 dai pittori Abondio Baruta di Domaso e Francesco Guaita.
Degna di nota è anche la tela raffigurante la Vergine con il Bambino, con ai lati i santi Giorgio e Adalberto, del 1601.

#### Chiesa di Case Barri
La piccola chiesa di Case Barri dell'omonima contrada sorge nelle vicinanze della Strada Statale 38, appena prima del viadotto sul torrente Tartano.
È stata edificata al termine della seconda guerra mondiale come atto di ringraziamento per la mancata deflagrazione di un ordigno bellico lanciato sulla zona per colpire il ponte della ferrovia Milano-Sondrio. I resti dell'ordigno sono ancora visibili nella piazzetta della contrada Barri.
Sul fronte della chiesa è collocata una delle opere più celebri e apprezzate di Giovanni Gavazzeni, la cosiddetta "Madonna di Case Barri".

## Società

### Evoluzione demografica
Abitanti censiti

### Lingue e dialetti
Il dialetto talamonese è la variante locale del dialetto valtellinese, a sua volta appartenente al gruppo dei dialetto lombardo occidentale.